# Acquario della laguna di Orbetello
L'acquario della Laguna di Orbetello è un acquario situato nella frazione di Talamone, nel territorio comunale di Orbetello (GR).

## Storia
L'acquario di Talamone è stato inaugurato il 10 agosto 1998, presso l'ex palestra delle scuole elementari di via Nizza, e documenta la flora e la fauna dell'area lagunare del comune di Orbetello. Presso la struttura è situata anche una delle porte del Parco naturale della Maremma e in più qui si trova uno dei centri del Tartanet, ambulatorio veterinario per il recupero e la cura delle tartarughe marine. L'acquario è inserito nel sistema museale provinciale Musei di Maremma.

## Sale espositive
Il piccolo acquario-museo, dotato di quattro sale espositive, permette ai visitatori di conoscere l'habitat della laguna di Orbetello, attraverso pannelli esplicativi riguardanti la flora e la fauna lagunare in base alla profondità, alla salinità e alla temperatura delle acque. Le vasche permettono di comprendere il mutamento ambientale procedendo da un canale marino artificiale, come la Fibbia, il Nassa e l'Ansedonia, verso le aree più estreme della laguna, attraverso una suddivisione tematica in cinque ambienti differenti: l'ambiente di estuario, l'ambiente lagunare marino, l'ambiente lagunare tipico, l'ambiente lagunare continentale, l'ambiente lagunare estremo. Si possono ammirare pesci come l'orata, il muggine, la spigola o l'anguilla, mentre attraverso una vetrata è possibile osservare le quattro vasche che ospitano le tartarughe marine nell'adiacente centro recupero del Tartanet. Sempre presso l'acquario è situata una raccolta di oggetti tradizionali che fanno parte del piccolo museo della pesca e delle tradizioni lagunari: la rete a strascico, l'arsellaio, la burchiella, il barchino, la lampare, le fiocine, la rezzola, il barroccio e il presacchio, e altri utensili della vita quotidiana o strumenti di lavoro dei pescatori della laguna. La struttura è dotata anche di una saletta video dove si può visionare un filmato sull'ambiente, la flora e la fauna del mar Mediterraneo, ed è inoltre possibile osservare un plastico con una ricostruzione in scala della laguna di Orbetello.